# کوچوک‌دالیان
کوچوک‌دالیان (به ترکی استانبولی: Küçükdalyan) شهری است در کشور ترکیه که در استان ختای واقع شده‌است. جمعیت این شهر بر اساس سرشماری سال ۲۰۰۸ میلادی ۸٬۵۲۵ نفر و بر اساس برآوردهای سال ۲۰۰۹ میلادی ۸٬۹۵۵ نفر می‌باشد.